# 69. sydlige breddekreds
Den 69. sydlige breddekreds (eller 69 grader sydlig bredde) er en breddekreds, der ligger 69 grader syd for ækvator. Den løber gennem Sydlige Ishav og Antarktis.